# MLB All-Star Game 1958
MLB All-Star Game 1958 – 25. Mecz Gwiazd ligi MLB, który rozegrano 8 lipca 1958 roku na stadionie Memorial Stadium w Baltimore. Mecz zakończył się zwycięstwem American League All-Stars 4–3. Spotkanie obejrzało 48 829 widzów.

## Wyjściowe składy
| National League | National League | National League | National League | American League | American League | American League | American League |
| #               | Zawodnik        | Klub            | Pozycja         | #               | Zawodnik        | Klub            | Pozycja         |
| --------------- | --------------- | --------------- | --------------- | --------------- | --------------- | --------------- | --------------- |
| 1               | Willie Mays     | Giants          | CF              | 1               | Nellie Fox      | White Sox       | 2B              |
| 2               | Bob Skinner     | Pirates         | LF              | 2               | Mickey Mantle   | Yankees         | CF              |
| 3               | Stan Musial     | Cardinals       | 1B              | 3               | Jackie Jensen   | Red Sox         | RF              |
| 4               | Hank Aaron      | Braves          | RF              | 4               | Bob Cerv        | Athletics       | LF              |
| 5               | Ernie Banks     | Cubs            | SS              | 5               | Bill Skowron    | Yankees         | 1B              |
| 6               | Frank Thomas    | Pirates         | 3B              | 6               | Frank Malzone   | Red Sox         | 3B              |
| 7               | Bill Mazeroski  | Pirates         | 2B              | 7               | Gus Triandos    | Orioles         | C               |
| 8               | Del Crandall    | Braves          | C               | 8               | Luis Aparicio   | White Sox       | SS              |
| 9               | Warren Spahn    | Braves          | P               | 9               | Bob Turley      | Yankees         | P               |

| National League                                                | 2 | 1 | 0 | 0 | 0 | 0 | 0 | 0 | 0 | 3 | 4 | 2 |
| American League                                                | 1 | 1 | 0 | 0 | 1 | 1 | 0 | 0 | X | 4 | 9 | 2 |
| WP: Early Wynn (1–0) LP: Bob Friend (0–1) SV: Billy O'Dell (1) |   |   |   |   |   |   |   |   |   |   |   |   |

## Składy
| Miotacze - Ryne Duren (1) - Whitey Ford (4) - Ray Narleski (2) - Billy O'Dell (1) - Billy Pierce (5) - Bob Turley (3) - Early Wynn (4) Łapacze - Yogi Berra (11) - Sherm Lollar (5) - Gus Triandos (2) |  | Wewnątrzpolowi - Luis Aparicio (1) - Rocky Bridges (1) - Nellie Fox (8) - Tony Kubek (1) - Frank Malzone (3) - Gil McDougald (4) - Bill Skowron (2) - Mickey Vernon (7) Zapolowi - Bob Cerv (1) - Elston Howard (2) - Jackie Jensen (3) - Al Kaline (4) - Harvey Kuenn (6) - Mickey Mantle (7) - Ted Williams (15) |  | Menadżer - Casey Stengel Trenerzy - Lum Harris - Jim Turner |

| Miotacze - Johnny Antonelli (4) - Turk Farrell (1) - Bob Friend (2) - Larry Jackson (2) - Don McMahon (1) - Johnny Podres (1) - Bob Purkey (1) - Warren Spahn (10) Łapacze - Del Crandall (5) - Johnny Roseboro (1) - Bob Schmidt (1) |  | Wewnątrzpolowi - Ernie Banks (4) - Don Blasingame (1) - George Crowe (1) - Johnny Logan (3) - Eddie Mathews (5) - Bill Mazeroski (1) - Stan Musial (15) - Frank Thomas (15) Zapolowi - Hank Aaron (4) - Richie Ashburn (4) - Willie Mays (5) - Walt Moryn (1) - Bob Skinner (1) - Lee Walls (1) |  | Menadżer - Fred Haney Trenerzy - Mayo Smith - Bill Rigney |

- W nawiasie podano liczbę powołań do All-Star Game.